# Roberto García Cabello
Roberto García Cabello, meglio noto come Roberto (Madrid, 4 febbraio 1980), è un allenatore di calcio ed ex calciatore spagnolo, di ruolo attaccante.

## Carriera
Ha giocato nella seconda divisione spagnola e nella massima serie cipriota.